# 美國國家雜誌獎
美國國家雜誌獎（National Magazine Awards）是由美國雜誌編輯學會資助、哥倫比亞大學新聞學院主辦的頒發給美國雜誌的獎項。自1966年以來每年都有頒發。
一般被認為是雜誌界最高獎項，在新聞界幾乎可以媲美普利策獎（包含雜誌類，但是範圍更廣）。

## 奖项
該獎項的頒發需要先有一個評審團選出一系列候選者，並將之分類，每一類再選出一個獲獎者，獲勝者可獲得一個由亞歷山大·考爾德設計的名叫“Ellie”的雕像，其分類為：
- 卓越雜誌（General Excellence）
- 個人服務（Personal Service）
- 業餘愛好（Leisure Interests）
- 新聞報導（Reporting）
- 公共利益（Public Interest）
- 特寫報導（Feature Writing）
- 最佳描寫（Profile Writing）
- 散文（Essays）
- 最佳專欄（Columns and Commentary)
- 最佳評論（Reviews and Criticism)
- 週日專欄（Magazine Section)
- 最佳特刊（Single-Topic Issue)
- 設計（Design）
- 攝影（Photography）
- 攝影報導（Photojournalism）
- 照片組合（Photo Portfolio)
- 小說（Fiction）
- 卓越在線雜誌（General Excellence Online)
- 個人在線服務（Personal Service Online)
- 互動特色（Interactive Feature)

## 外部連結
- 官方网站
- NMA Searchable Database